# Soman
Soman är en kemisk förening med formeln C7H16FO2P. Ämnet är även känt enligt sin Nato-beteckning som GD och är mycket giftigt. 
Ämnet är klassificerat som massförstörelsevapen enligt FN:s resolution 687. 
Kontrollen i Sverige sker enligt lagen (1994:118) om inspektioner enligt Förenta nationernas konvention om förbud mot kemiska vapen.
Soman uppfanns av nobelpristagaren Richard Kuhn i Tyskland 1944.

## Fotnoter
1. ↑  Lag (1997:121) om inspektioner etc https://lagen.nu/1997:121